# Gare de Sarcelles - Saint-Brice
Ne doit pas être confondu avec Gare de Garges - Sarcelles.
La gare de Sarcelles - Saint-Brice est une gare ferroviaire française de la ligne d'Épinay - Villetaneuse au Tréport - Mers, située sur le territoire de la commune de Saint-Brice-sous-Forêt, à la limite de Sarcelles, dans le département du Val-d'Oise. Elle se situe à 14,7 km de la gare de Paris-Nord.
C'est une gare SNCF desservie par les trains du réseau Transilien Paris-Nord (ligne H).

## Situation ferroviaire

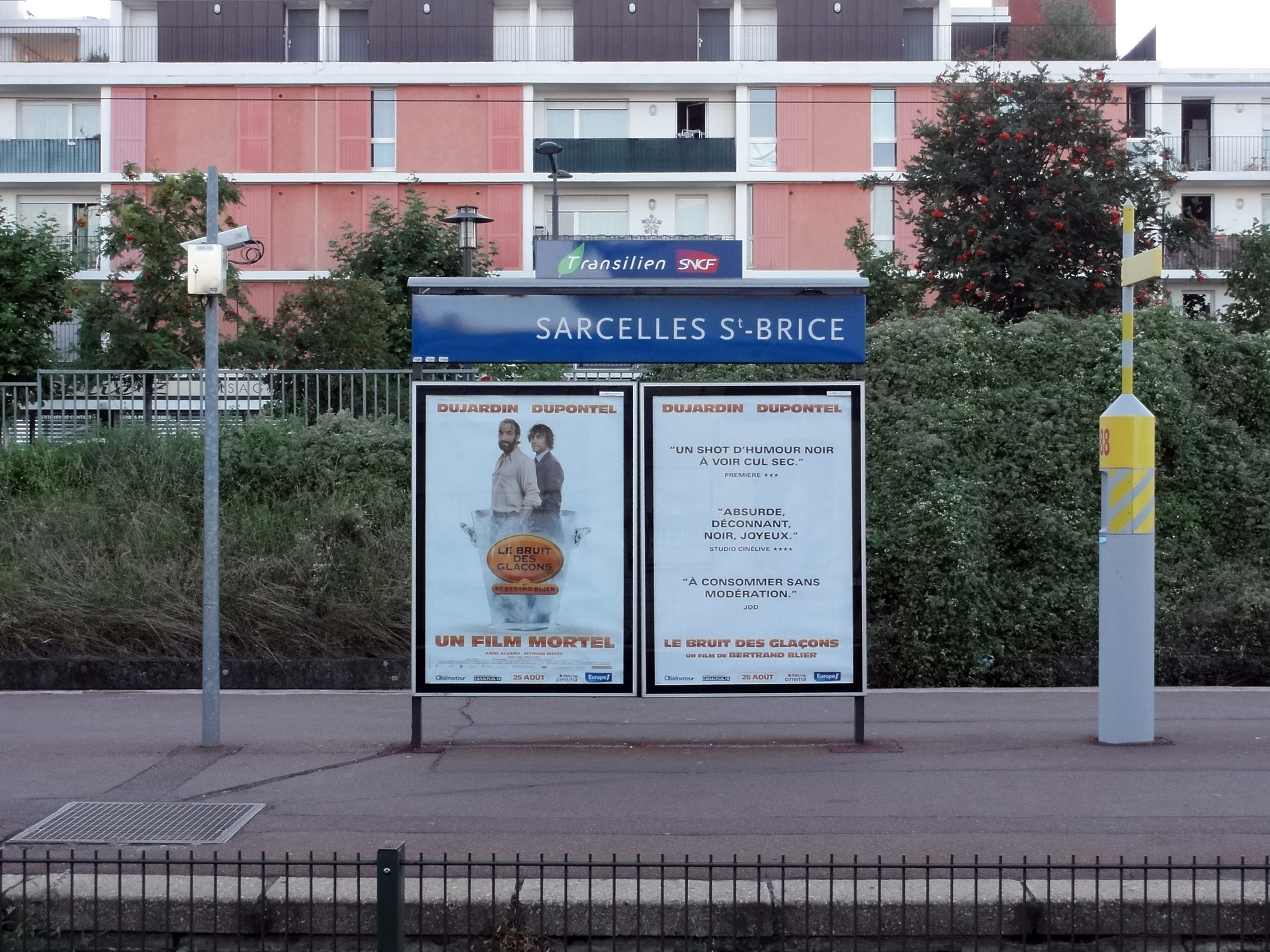
Panneau indiquant le nom de la gare.

La gare de Sarcelles - Saint-Brice est située au niveau du sol naturel, à l'est du centre-ville de Saint-Brice-sous-Forêt et à l'ouest de Sarcelles-Village. Établie à 71 m d'altitude, elle se situe au point kilométrique (PK) 14,700 de la ligne d'Épinay - Villetaneuse au Tréport - Mers (PK 0 à Paris-Nord). Elle constitue le troisième point d'arrêt de la ligne après la gare de Groslay et précède la gare d'Écouen - Ézanville.

## Histoire
La ligne d'Épinay à Persan - Beaumont par Montsoult fut ouverte par la compagnie des chemins de fer du Nord en 1877, et l'embranchement de Montsoult à Luzarches en 1880.
En 2020 et durant les cinq années précédentes, la fréquentation annuelle de la gare s'élève, selon les estimations de la SNCF, aux nombres indiqués dans le tableau ci-dessous.
| Année     | 2020      | 2019      | 2018      | 2017      | 2016      | 2015      |
| --------- | --------- | --------- | --------- | --------- | --------- | --------- |
| Voyageurs | 3 083 147 | 5 638 420 | 5 684 113 | 5 658 290 | 5 628 043 | 5 570 586 |

## Service des voyageurs

### Accueil
La gare possède trois parkings gratuits de 20, 42 et 101 places. Elle dispose de toilettes automatiques, gratuites pour tout détenteur d'une carte Navigo.

### Desserte
Elle est desservie par les trains de la ligne H du Transilien (réseau Paris-Nord). La gare est le point de départ de missions omnibus jusqu'à la Gare de Paris-Nord, 1 train au 1/4 d'heure en heures de pointe et un train toutes les 30 minutes en heures creuses.
Les missions en provenance de Luzarches et Persan - Beaumont par Montsoult - Maffliers sont directs entre la gare et celle d'Épinay - Villetaneuse en heures de pointe dans le sens de la pointe et direct entre Gare du Nord et Sarcelles Saint-Brice en contre-pointe. En heures creuses, un train par heure dans chaque direction circule, en complément des omnibus.

### Intermodalité
La gare est desservie par les lignes 1518, 1519 et 1527 du réseau de bus de la Vallée de Montmorency, par la ligne 95.02 du réseau de bus Roissy Ouest, par les lignes 133 et 370 du réseau de bus RATP, par la ligne Filéo Sarcelles vers l'aéroport CDG et, la nuit, par la ligne N43 du réseau de bus Noctilien.

## Patrimoine ferroviaire
Le bâtiment voyageurs appartient à un type particulier érigé par la Compagnie du Nord sur la section d'Épinay à Montsoult - Maffliers et sur la ligne d'Ermont - Eaubonne à Valmondois. Ces bâtiments, à la disposition plus proche des gares d'intérêt local, sont dotés d'une aile basse en « T » avec un pignon couvrant la salle d'attente et d'une aile haute large de trois travées sous bâtière transversale.
Celui de la gare de Sarcelles - Saint-Brice a son aile haute disposée à gauche. L'aile basse comportait quatre travées (cinq côté rue) avant d'être allongée à deux reprises. Un jardin, encore visible en 1955, disparaît lors de l'élargissement de cette aile.

## Galerie de photographies

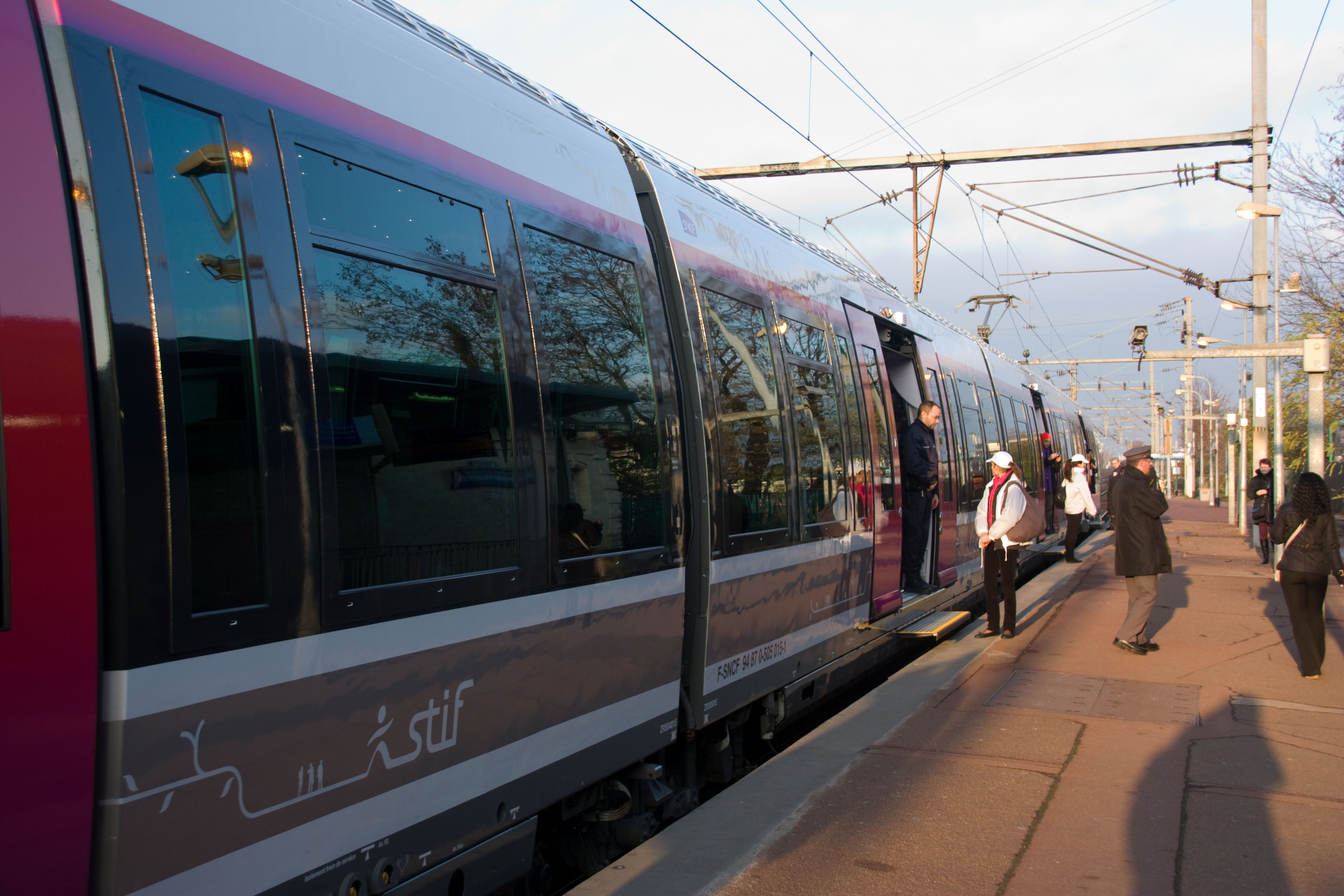
Rame Z 50000 à quai lors de son voyage inaugural du 12 décembre 2009.
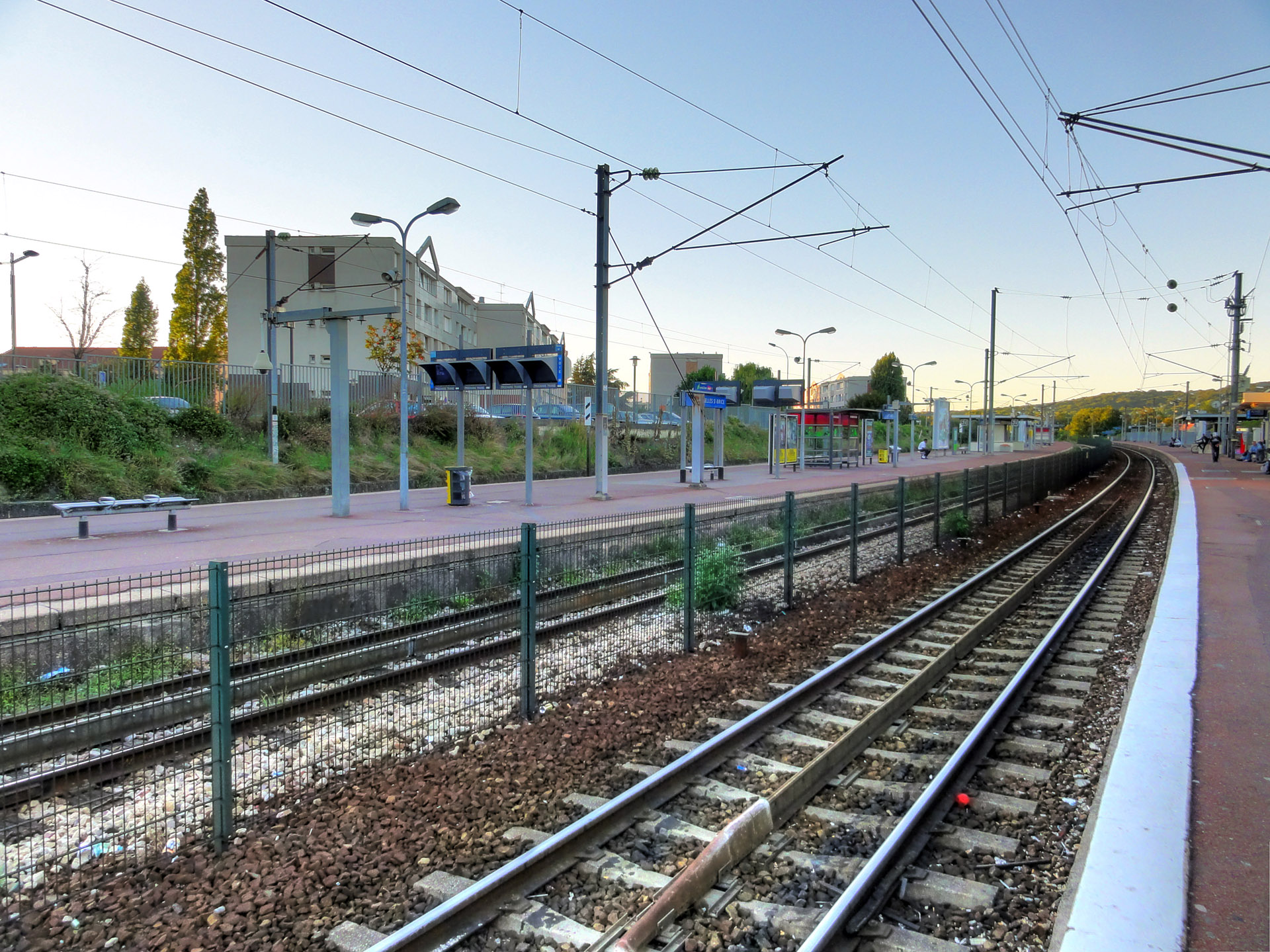
Les voies en direction de Montsoult - Maffliers (photo HDR).
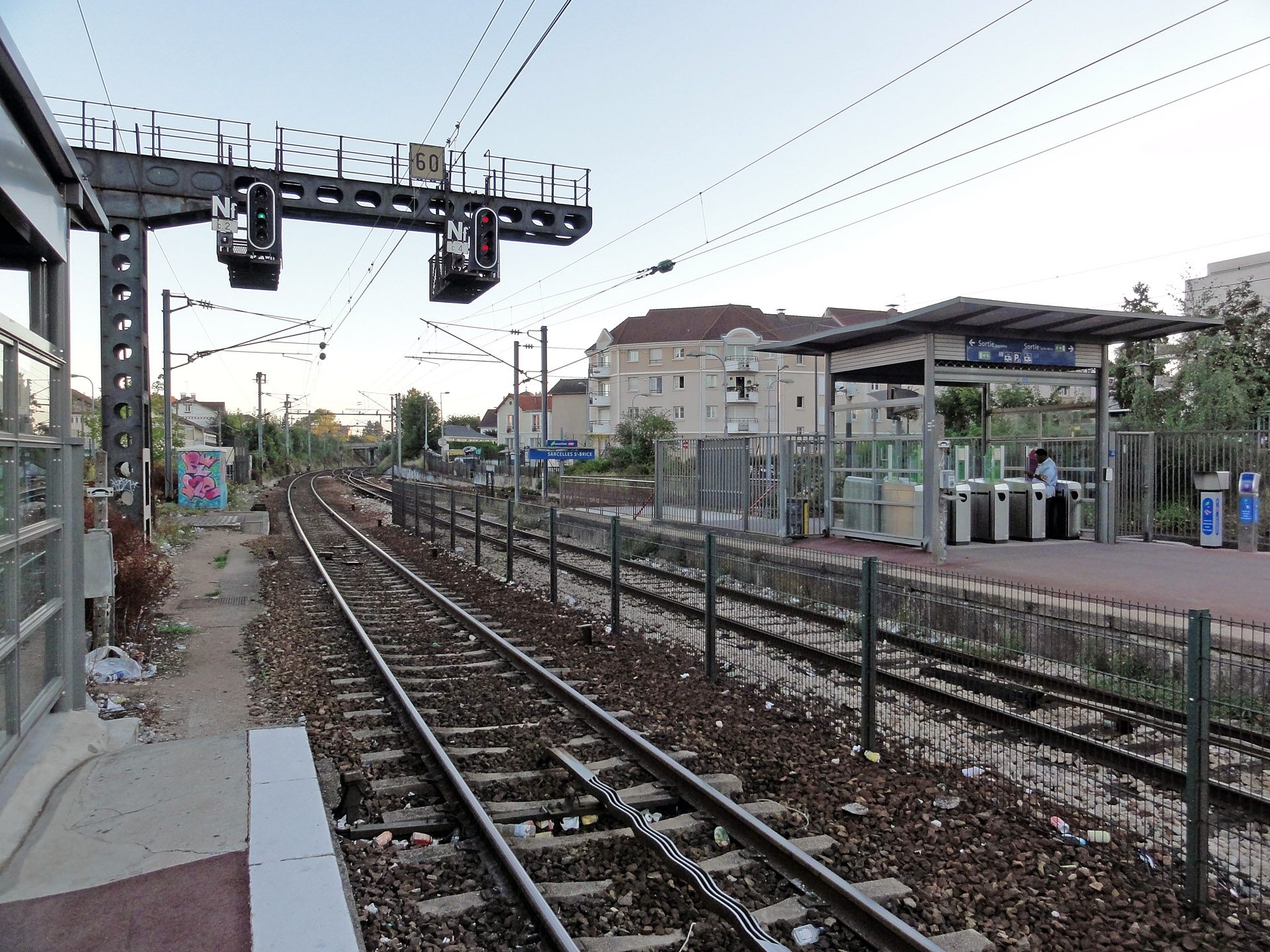
Les voies en direction de Paris-Nord.